# Neuerburg (Wied)
Die Neuerburg ist die Ruine einer Höhenburg nahe der Ortsgemeinde Niederbreitbach im Landkreis Neuwied im Norden von Rheinland-Pfalz.

## Lage
Die Burgruine liegt etwa 2,5 km nordöstlich von Niederbreitbach auf etwa 250 m ü. NHN auf einer talseitig steil aufragenden Klippe am linken Ufer über dem Fockenbach. Der Burgfrieden umfasste die Orte Hegerhof, Kelterhof, Kurtenacker, Ackerhof, Wüscheid und den westlichen Teil von Kurtscheid.
Die Burg ist Wanderern und Interessierten nicht zugänglich.

## Geschichte
Ludwig II. von Thüringen ließ die Neuerburg um das Jahr 1170 erbauen (1160 bis 1180). Es ist eine Art Prototyp einer Staufischen Burg.
1218 nannte sich nach ihr ein edelfreies Geschlecht (Ministerialen) der Gräfin Mechthild von Sayn, die nach dem Tod ihres Mannes Heinrich III. von Sayn († 1246/1247) die Burg gelegentlich aufsuchte. 1250 übergab sie die Burg dem Erzstift Köln. Die Burg selbst war in der Hunschaft Breitscheid gelegen. Zwei Wohnhäuser zählten dazu, die für einen Förster, Burgfriedner und Verwaltungsbeamte bestimmt waren. Meist trifft man auf sechs Burgfriedner aus Kelterhof, Kurtenacker, Ackerhof, Hegerhof und Wolfenacker.
Seit 1290 wurde nach der Neuerburg ein gleichnamiges kurkölnisches Amt benannt, das häufig verpfändet wurde (z. B. zeitweise an Familie Isenburg-Grenzau und von der Leyen). Das Verwaltungsgebiet des Amtes Neuerburg war durchgehend identisch mit dem der späteren Verbandsgemeinde Waldbreitbach, wobei die Gemeinden Kurtscheid und Datzeroth eine geschichtliche Sonderstellung einnehmen. Der Verwaltungssitz (Huhns-Mühle) war bis in die Neuzeit der Ort Niederbreitbach.
Im 17. Jahrhundert begann der Verfall der Burg. Vor 1850 erfolgt schließlich die Niederlegung der Restgebäude durch die Fürsten zu Wied, den damaligen und noch heutigen Besitzern der Ruine.
Beim Vormarsch der amerikanischen Truppen im Jahr 1945, nahmen sie die Ruine unter Beschuss, das Burggelände erhielt etwa 60 Granattreffer. In der Kernburg wurde der teilweise erhaltene Wehrgang zerstört. Ein Drittel der Granaten traf den Bergfried und seine Mauerkrone. Die Ost- und Südwand der Burg wurden dem Erdboden gleichgemacht. Ab 1946 begann der Wiederaufbau, mit dem Plan, den Bergfried wieder bewohnbar zu machen.

## Heutige Nutzung
Erhalten blieben nur der fünfeckige Wohnturm (Anm. seinerzeit ein Prototyp der Burgenbaukunst) mit drei erhaltenen Geschossen, die Ringmauer (Mauertechnik des späten 12. Jahrhunderts) und die Vorburg (um 1300).
Heute befindet sich die Burg noch immer im Eigentum des Neuwieder Fürstengeschlechtes, jedoch gepachtet von einer Niederbreitbacher Privatperson, die es mittlerweile in der zweiten Generation als Lebensaufgabe ansieht, die Burg zu renovieren und vor dem weiteren Verfall zu schützen.
Die Burg ist Wanderern und Interessierten nicht zugänglich, eine Außenbesichtigung ist möglich.
Ein Rekonstruktionsmodell kann im Dorfmuseum von Niederbreitbach besichtigt werden.

## Sagen und Geschichten
Um die Neuerburg und das Fockenbachtal gibt es viele Erzählungen und Sagen. Darin geht es unter anderem um ein Kloster, eine Glashütte, einen sagenhaften Schatz und die Liebe einer Prinzessin auf der Neuerburg.

## Ortschaften im Burgfrieden der Neuerburg
Kelterhof – keltern von Wein, lässt auf Weinanbau und dessen Verarbeitung schließen. In der Nähe der Gedächtniskapelle, am Eppsteg finden sich noch Mauerreste der Terrassen, auf denen die Weinreben wuchsen. Weitere Zeugnisse des Weinanbaus im Wiedtal findet sich in der Farmersau, zwischen Niederbreitbach und Bürder.
Hegerhof – hege und jagen – hier standen die Hütten der Neuerburger Jäger, die rund um die Neuerburg den Wald und die Waldtiere hegten.
Um die Glashütte im Fockenbachtal, in dessen Nähe ein Flieger (Zweiter Weltkrieg) abstürzte, ranken sich Sagen und Geschichten. Von der Glashütte sieht man heute nichts mehr. In der Nähe befindliche Stollen zeugen vom Abbau von Bodenschätzen.

## Die Neuerburg in der Dichtung
Prinzessin Elisabeth zu Wied (1843–1916), die auf Schloss Monrepos bei Neuwied aufgewachsen war, veröffentlichte unter ihrem Pseudonym „Carmen Sylva“ ein Gedicht der Erinnerung an die Burg.
Die Neuerburg

Es geht durch die Buchen ein Singen,

Durch den murmelnden Wiedbach ein Klingen,

Das ist der Nachklang der Lieder,

Von Heinrich von Ofterdingen.

Hier hat er im Walde gesessen,

Die Welt und die Menschen vergessen

Und seine unsterbliche Kehle

Mit des Waldes Sängern gemessen.

Ich möchte die Mauern durchwühlen,

Die tiefen Wurzeln bespülen,

Und jeden Kieselstein fragen

Nach seinen verschwiegenen Gefühlen.